# Martina Sahler

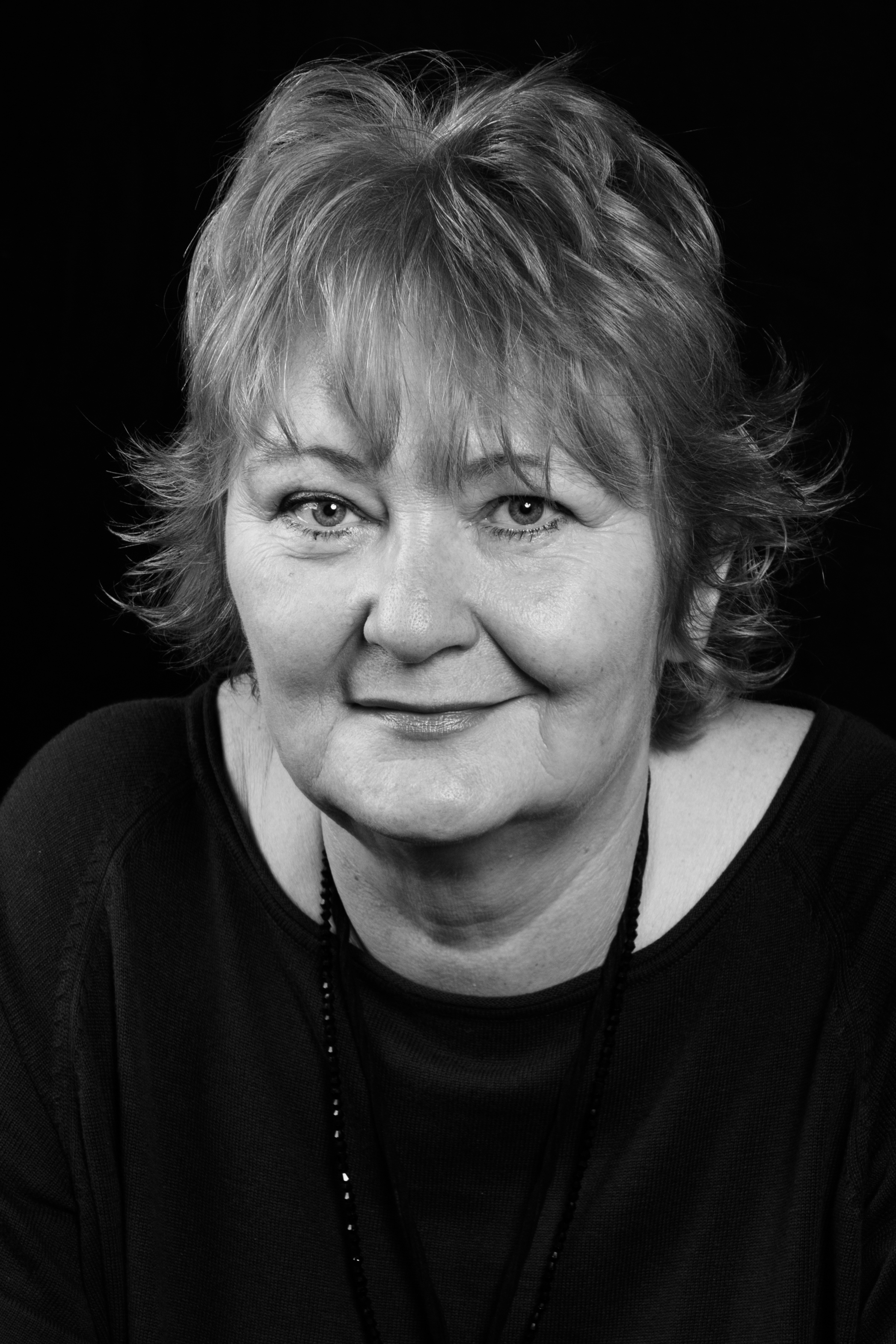
Martina Sahler

Martina Sahler (* 1963) ist eine deutsche Schriftstellerin. Neben ihrem bürgerlichen Namen hat sie auch unter den Pseudonymen Lena Beckmann und Enie van Aanthuis (mit Co-Autor Hendrik Gruner) sowie als Ghostwriterin veröffentlicht.

## Leben
Sahler absolvierte 1982 ihr Abitur in Leverkusen, arbeitete als Reporterin für die Kölnische Rundschau und studierte in Köln Germanistik und Skandinavistik. Nach einem Volontariat in der Verlagsgruppe Lübbe arbeitete sie in dem Bergisch Gladbacher Verlag bis 1990 als fest angestellte Lektorin. Seither ist sie freiberufliche Schriftstellerin und Lektorin. 
Sie schreibt Jugendbücher und historische Romane für diverse Verlage (Thienemann, Carlsen, Weltbild, Knaur, List u. a.) Ihre seit 1996 erschienenen Romane haben eine Gesamtauflage von über 700.000 und wurden u. a. ins Italienische, Niederländische und Polnische übersetzt. Für ihren Roman Weiße Nächte, weites Land wurde sie 2014 mit dem HOMER-Literaturpreis in Silber ausgezeichnet.
Sie ist Mitglied bei den BücherFrauen und Moderatorin im Montségur Autorenforum.
Sahler ist verheiratet und hat zwei Kinder. Sie lebt im Bergischen Land in der Nähe von Köln.

## Veröffentlichungen (Auswahl)
- mit Hendrik Gruner: Die Tulpenkönigin, Rowohlt (2007), ISBN 978-3499243639
- Cyberschokolade, Thienemann (2006) ISBN 978-3522500654
- Franzosen küssen besser, Thienemann (2007) ISBN 978-3522500326
- Einfach fliegen, Thienemann (2007) ISBN 978-3522500685
- Ein Engländer zum Küssen, Thienemann (2008) ISBN 978-3522501040
- China-Blues & Grüner Tee, Thienemann (2008) ISBN 978-3522180481
- Der küssende Holländer, Thienemann (2009)  ISBN 978-3522500005
- Sternenhimmel inklusive, Thienemann (2009) ISBN 978-3522500906
- Italiener sind zum Küssen da, Thienemann (2010) ISBN 978-3522500944
- Wie ein Kuss von Rosenblüten, Thienemann (2010) ISBN 978-3522501958
- Der Duft von Lavendel, Thienemann (2011) ISBN 978-3522501446
- Schwedenküsse sind die besten, Thienemann (2011)  ISBN 978-3522502399
- Traumküsse aus Amerika, Thienemann (2013) ISBN 978-3522502726
- Headline mit Herz, Thienemann (2013), ISBN 978-3522503273
- Frida Superstar, Carlsen (2013), mit Co-Autor Heiko Wolz  ISBN 978-3551652416
- Weiße Nächte, weites Land, Knaur (2013) ISBN 978-3426511084
- Summer Girls 1: Matilda und die Sommersonneninsel , Carlsen (2016), mit Heiko Wolz, ISBN 978-3-551-65165-5
- Summer Girls 2: Emmy und die perfekte Welle, Carlsen (2017), mit Heiko Wolz, ISBN 978-3-551-65166-2
- Summer Girls 3: Merit und das Glück im Sommerwind (2018), mit Heiko Wolz, ISBN 978-3-551-65167-9
- Dunkle Wälder, ferne Sehnsucht, Weltbild (2015)
- Weiter Himmel, wilder FLuss, Weltbild (2016)
- Das Hurenschiff, Knaur (2015)
- Die Hureninsel, Knaur (2016)
- Hitzewallung, Weltbild (2016)
- Das Leben ist wie eine Pralinenschachtel, Weltbild (2017)
- Die Stadt des Zaren, List (2017)
- mit Heiko Wolz: Die Zuckerbaronin (2019)
- mit Heiko Wolz: Kasino (2024)